# أبو علي الروذباري
أبو علي محمد بن أحمد بن القاسم بن منصور بن شهريار بن مهرذدار بن فرغد بن كسرى يمتد أصوله إلى الأمراء الفارسيين ولكنه ترك الدنيا واختار طريق التصوف والزهد. ينسب إلى بلدة روذبار في طوس على أرجح الأقوال وفي أقوال أخرى ينسب إلى بلدة روذبار بالقرب من بغداد.

## حياته
نزل أبو علي من بلدته الفارسية إلى بغداد وهناك درس الفقه واللغة والأدب وتخصص في علوم الحديث حتى أنه كان يفتي بالحديث. ثم دخل التصوف وتلقى تربية روحية على يد الشيخ أبي القاسم الجنيد. روى عن نفسه في المرحلة البغدادية «أستاذي في التصوف الجنيد وفي الفقه ابن سريج وفي الأدب ثعلب وفي الحديث النبوي إبراهيم الحربي». بعد ذلك ساح أبو علي في العديد من البلاد إلى أن استقر به المقام في مصر وهناك حدّث وألّف وصار من أئمة التصوف المشهورين.

## أقواله
- التصوف: مذهب كله جد فلا تخلطوه بشئ من الهزل.
- الصوفي: من لبس الصوف على الصفاء وأطعم الهوى ذوق الجفاء، وكانت الدنيا منه على القفا وسلك منهج المصطفى.
- التوبة: الاعتراف والندم والإقلاع.
- لو تكلم أهل التوحيد بلسان التجريد، ما بقي محب إلا مات.[1]

## وفاته
توفي في مصر عام 322 هـ ورثاه العديد من تلامذته.